# Hoa hậu Hoàn vũ 1969
Hoa hậu Hoàn vũ 1969 là cuộc thi Hoa hậu Hoàn vũ lần thứ 18 được tổ chức tại Miami Beach, Florida, Hoa Kỳ. Người chiến thắng của cuộc thi là Gloria Diaz, hoa hậu Philippines.

## Kết quả

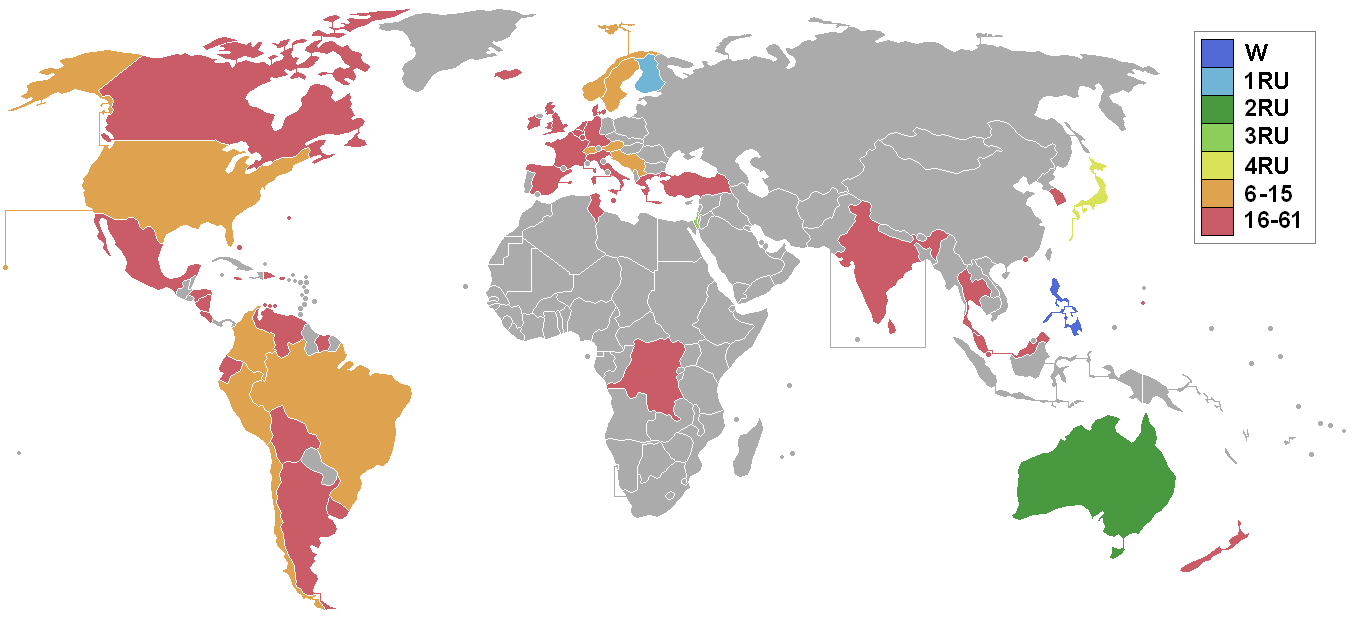
Các quốc gia và vùng lãnh thổ tham gia Hoa hậu Hoàn vũ 1969 và kết quả.

### Thứ hạng
| Kết quả              | Thí sinh |
| -------------------- | --- |
| Hoa hậu Hoàn vũ 1969 | - Philippines – Gloria Diaz |
| Á hậu 1              | - Phần Lan – Harriet Eriksson |
| Á hậu 2              | - Úc – Joanne Barret |
| Á hậu 3              | - Israel – Chava Levy |
| Á hậu 4              | - Nhật Bản – Kikuyo Osuka |
| Top 15               | - Áo – Eva Rueber-Staier - Brazil – Vera Fischer - Chile – Mónica Larson - Colombia – Margarita Reyes - Na Uy – Patricia Walker - Perú – María Julia Mantilla Mayer - Thụy Điển – Brigitta Lindloff - Thụy Sĩ – Patrice Sollner - Hoa Kỳ – Wendy Dascomb - Nam Tư – Nataša Košir |

### Thứ tự gọi tên
| 1. Úc 2. Phần Lan 3. Perú 4. Áo 5. Na Uy 6. Philippines 7. Israel 8. Hoa Kỳ 9. Nam Tư 10. Brazil 11. Thụy Điển 12. Colombia 13. Nhật Bản 14. Chile 15. Thụy Sĩ | 1. Phần Lan 2. Israel 3. Úc 4. Philippines 5. Nhật Bản |

## Các giải thưởng đặc biệt
| Giải thưởng                 | Thí sinh                        |
| --------------------------- | ------------------------------- |
| Trang phục dân tộc đẹp nhất | - Thái Lan – Sangduan Manwong   |
| Hoa hậu Ảnh                 | - New Zealand – Carole Robinson |
| Hoa hậu Thân thiện          | - Tunisia – Zohra Boufaden      |

## Hội đồng giám khảo
- Edilson Cid Varela
- Eileen Ford - Người đồng sáng lập Ford Models
- Dong Kingman - Nghệ sĩ người Mỹ gốc Hoa
- David Merrick - Nhà sản xuất sân khấu người Mỹ
- Norma Nolan - Hoa hậu Hoàn vũ 1962 đến từ Argentina
- Monique van Vooren - Nữ diễn viên và vũ công người Mỹ gốc Bỉ.
- Earl Wilson - Nhà báo chuyên mục tin đồn và tác giả người Mỹ

## Thí sinh tham gia
| - Argentina - Lidia Esther Pepe - Aruba - Jeannette Geerman - Úc - Joanne Barret - Áo - Eva Rueber-Staier - Bahamas - Joan Bowe - Bỉ - Danièle Roels - Bermuda - Maxine S. Bean - Bolivia - Luz María Rojas - Bonaire - Julia Nicolaas - Brazil - Vera Fischer - Canada - Jacquie Perrin - Ceylon - Marlene Beverly Seneveratne - Chile - Mónica Larson Teuber - Colombia - Margarita María Reyes Zawadsky - Congo-Kinshasa - Jeanne Mokomo - Costa Rica - Clara Freda Antillón - Curaçao - Yvonne Wardekker - Đan Mạch - Jeanne Perfeldt - Cộng hòa Dominica - Rocío García Báez - Ecuador - Rosana Vinueza Estrada † - Anh - Myra Van Heck - Phần Lan - Harriet Marita Eriksson - Pháp - Agathe Cognet - Đức - Gesine Froese - Hy Lạp - Irene Diamantoglou - Guam - Anita Johnston - Hà Lan - Welmoed Hollenberg - Honduras - Viena Paredes - Hồng Kông - Christine Tam Mei-Mei - Iceland - María Baldursdóttir - Ấn Độ - Kavita Bhambani | - Ireland - Patricia Byrne - Israel - Chava Levy - Ý - Diana Coccorese - Jamaica - Carol Gerrow - Nhật Bản - Kikuyo Osuka - Hàn Quốc - Lim Hyun-jung - Luxembourg - Marie Antoniette Bertinelli - Malaysia - Rosemary Wan Chow Mui - Malta - Natalie Quintana - Mexico - Gloria Hernández - New Zealand - Carole Robinson - Nicaragua - Soraya Herrera Chávez - Na Uy - Patricia "Pia" Ingrid Walker - Perú - María Julia Mantilla Mayer - Philippines - Gloria Maria Diaz - Puerto Rico - Aída Betancourt - Scotland - Sheena Drumond - Singapore - Mavis Young Siew Kim - Tây Ban Nha - María Amparo Rodrigo Lorenzo - Suriname - Greta Natsir - Thụy Điển - Brigitta Lindloff - Thụy Sĩ - Patrice Sollner - Thái Lan - Sangduen Manwong - Tunisia - Zohra Boufaden - Thổ Nhĩ Kỳ - Azra Balkan - Hoa Kỳ - Wendy Jane Dascomb - Uruguay - Julia Möller - Venezuela - María José Yéllici - Wales - Shirley Jones - Nam Tư - Nataša Košir |

## Chú ý

### Trở lại
- Lần cuối tham gia vào năm 1966:
  -  Suriname

### Bỏ cuộc
- Haiti
- Liban
- Okinawa
- Nam Phi
- Quần đảo Virgin (Mỹ)